# Седлище (Ковельський район)
Се́длище — село в Україні, у Старовижівській селищній громаді Ковельського району Волинської області. Населення становить 627 осіб.
До 11 липня 2018 року село належало до Седлищенської сільської ради.

## Географія
Село розташоване на правому березі річки Вижівки.

## Історія
У 1906 році село Седлищенської волості Ковельського повіту Волинської губернії. Відстань від повітового міста 25 верст. Дворів 134, мешканців 1077.
1941 року Седлище Седлищевського р-ну знято з обліку смт та віднесено до категорії сіл.

## Населення
Згідно з переписом УРСР 1989 року чисельність наявного населення села становила 679 осіб, з яких 311 чоловіків та 368 жінок.
За переписом населення України 2001 року в селі мешкало 705 осіб.

### Мова
Розподіл населення за рідною мовою за даними перепису 2001 року:
| Мова       | Відсоток |
| ---------- | -------- |
| українська | 99,86 %  |
| російська  | 0,14 %   |

## Відомі люди
Особи, які народились у селі:
- Тишик Микола — герой війни за незалежність України[8][9][10][11].
- Тишик Іван Никандрович — учасник лівого революційного руху в Західній Україні.

## Галерея

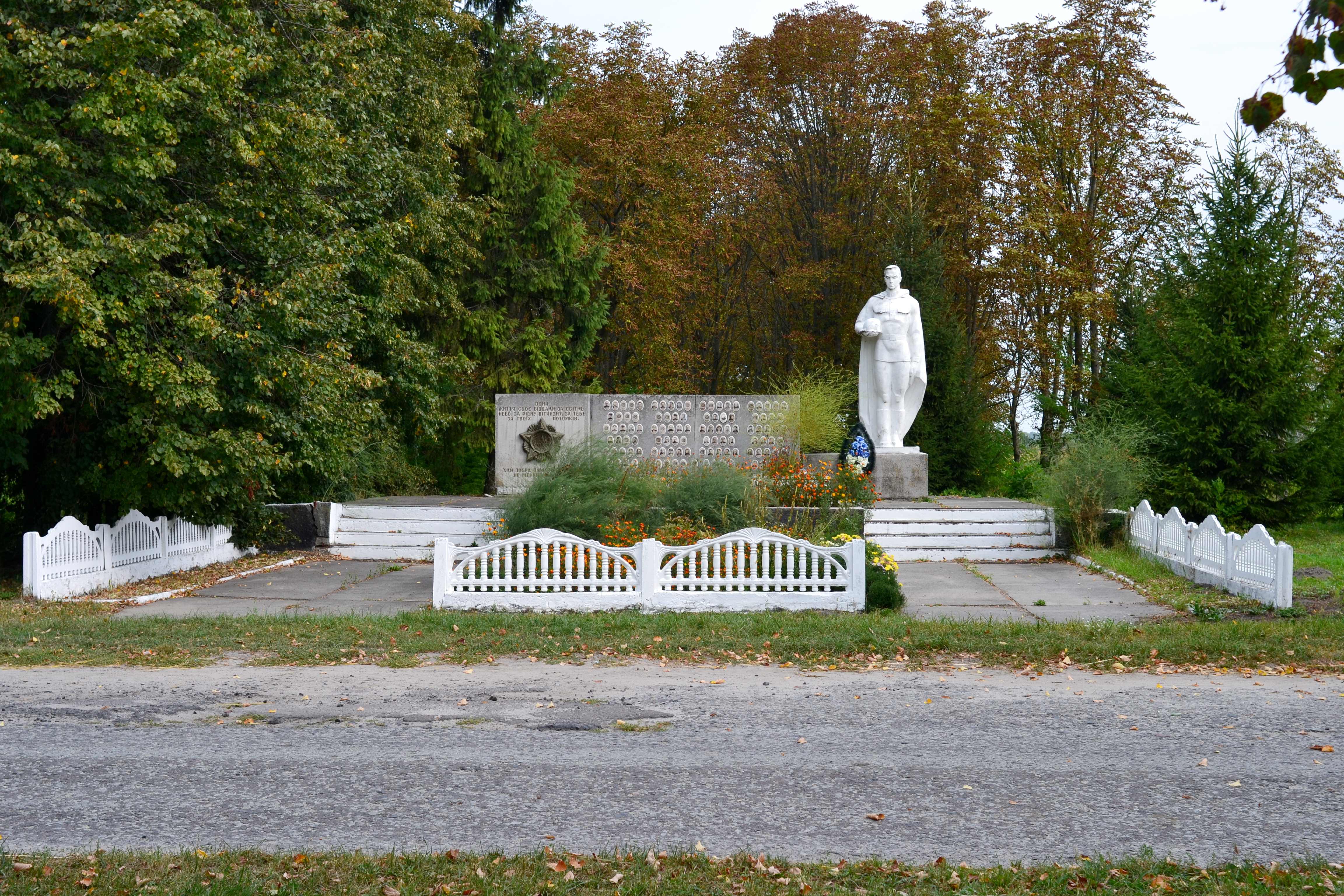
Пам'ятник землякам (загальний вигляд)
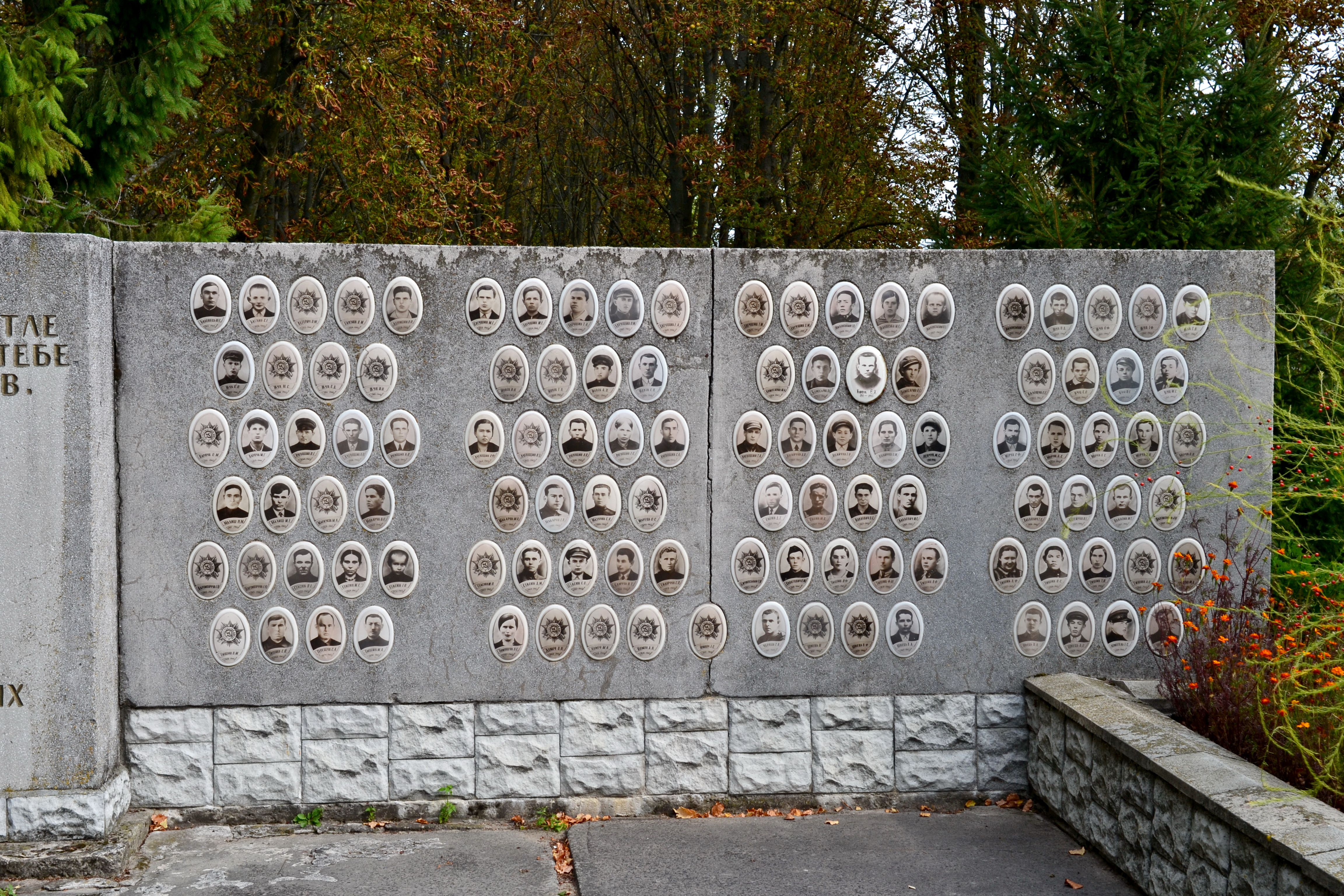
Пам'ятник землякам (перелік загиблих з фото)
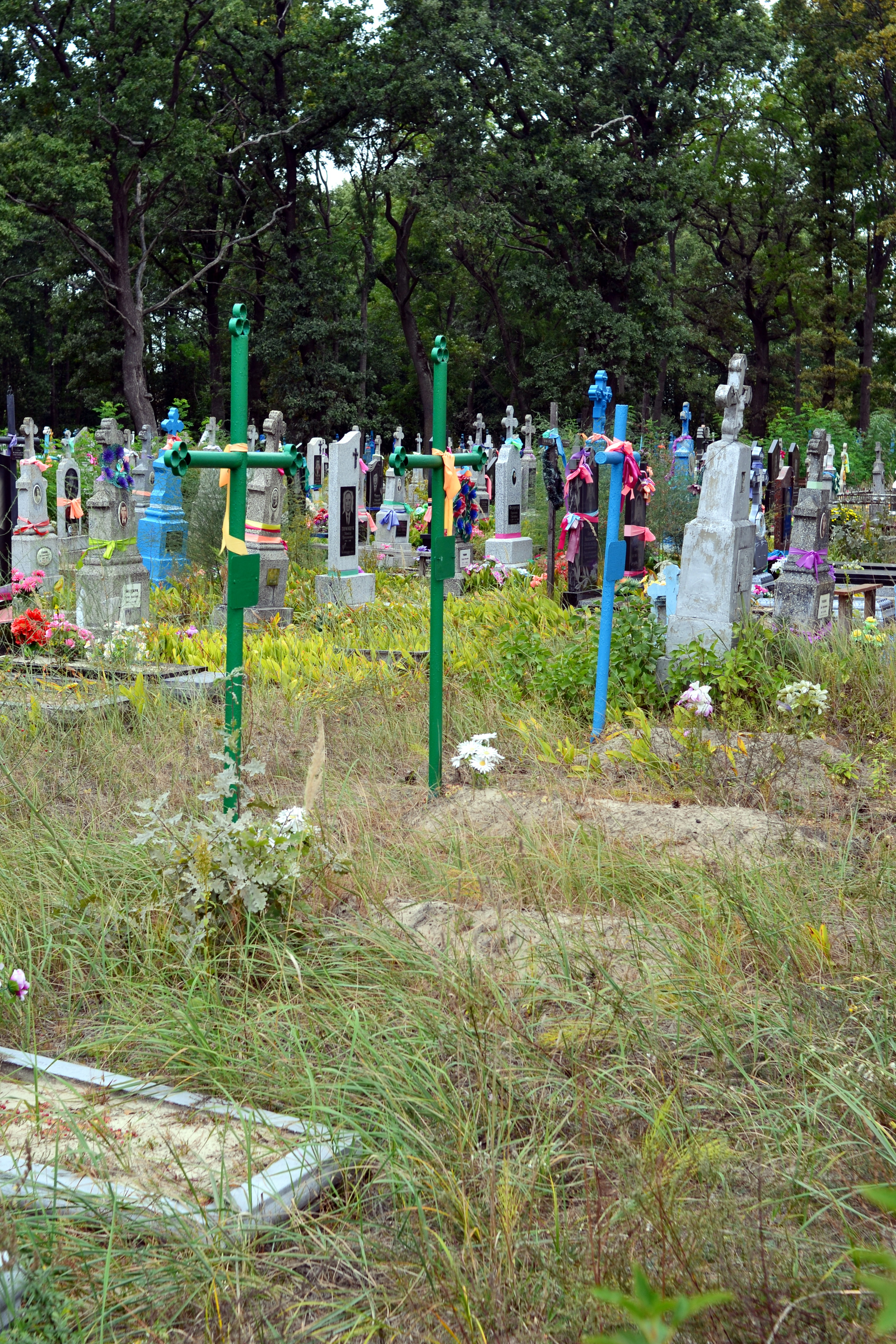
Перезахоронення воїнів радянської армії (невідомі 3 солдати)